# 8922 Kumanodake
8922 Kumanodake (1996 VQ30) là một tiểu hành tinh vành đai chính được phát hiện ngày 10 tháng 11 năm 1996 bởi T. Okuni ở Nanyo.